# Пустинно каменарче
Пустинно каменарче (Oenanthe deserti) е вид птица от семейство Muscicapidae.

## Разпространение и местообитание
Разпространен е в Азербайджан, Алжир, Афганистан, Бахрейн, Джибути, Египет, Еритрея, Етиопия, Западна Сахара, Йемен, Израел, Индия, Йордания, Ирак, Иран, Италия, Казахстан, Катар, Киргизстан, Китай, Кувейт, Либия, Ливан, Мавритания, Мали, Мароко, Монголия, Непал, Нигер, Обединените арабски емирства, Оман, Пакистан, Република Кипър, Русия, Саудитска Арабия, Сенегал, Сирия, Сомалия, Судан, Таджикистан, Тунис, Туркменистан, Турция, Узбекистан, Чад и Южен Судан.